# Festival du Troquet
Vous pouvez aider à l'améliorer ou bien discuter des problèmes sur sa page de discussion.
- Il ne cite pas suffisamment ses sources. Vous pouvez indiquer les passages à sourcer avec {{référence nécessaire}} ou {{Référence souhaitée}}, et inclure les références utiles en les liant aux notes de bas de page. (Marqué depuis juillet 2022)
- Certaines informations devraient être mieux reliées aux sources mentionnées dans la bibliographie ou les liens externes. Améliorez sa vérifiabilité en les associant par des références. (Marqué depuis juillet 2022)
- Son texte doit être wikifié : il ne correspond pas à la mise en forme Wikipédia (style, typographie, liens internes, liens entre les wikis, etc.). (Marqué depuis juillet 2022)

- Archive Wikiwix
- Bing
- Cairn
- DuckDuckGo
- E. Universalis
- Gallica
- Google
- G. Books
- G. News
- G. Scholar
- Persée
- Qwant
- (zh) Baidu
- (ru) Yandex
- (wd) trouver des œuvres sur Wikidata

Le festival du Troquet est un festival annuel de musiques actuelles organisé en avril ou mai depuis 2005 à Épinal par le groupe Tournée générale qui a donné là ses tout premiers concerts. 
Le festival se déroule le temps d'une journée et d'une nuit autour d'un bar Le Troquet rue d'Olima et dans les rues avoisinantes.
Créé  pour produire des groupes locaux, le festival, maintenant à sa neuvième édition reçoit maintenant des groupes venant de toute la France. À l'origine festival de quartier, il rassemble maintenant des spectateurs venus de tout le département. L'accès aux concerts est libre et gratuit.
- Programmation 2006 :
  - Bdm ;
  - Diego ;
  - Oestrogena orchestra ;
  - Mam'Zelle poulie ;
  - Jokarade ;
  - Swell pain ;
  - Space Pinguins ;
  - Memoria ;
  - Tournée générale.

- Programmation 2007 :
  - Nissa ;
  - Tournée générale ;
  - les Satan de l'enfer ;
  - La Roulette Rustre ;
  - Monsieur Fanch ;
  - Florent Vintrigner ;
  - Les Pies Ki Piaff ;
  - Diego Pallavas.

- Programmation 2008 :
  - Les 7 pied Sales ;
  - Ventilator Blues Band ;
  - Tournée générale ;
  - A L’Art H ;
  - Jem et Les Bretelles ;
  - Armelle Dumoulin  ;
  - Christian Paccoud ;
  - Ventilator Blues Band ;
  - Pistil.

- Programmation 2009 :
  - Diego Palavas ;
  - Barzingault ;
  - Alex Toucourt ;
  - Ventilator Blues Band ;
  - Accords de Rue ;
  - Le K. Morlot ;
  - Tournée générale ;
  - Roberdam  ;
  - Marco.

- Programmation 2010 :
  - Tournée générale ;
  - Rouler Pinder ;
  - The Nunchaks ;
  - Les Têtes de Piafs ;
  - Ton Ton Gris Gris ;
  - Noahidy ;
  - Duo D’Icare.

- Programmation 2011 (7e édition - 30 avril 2011) :
  - Major Cooper ;
  - Claudio Capéo ;
  - Kehot'ribotte ;
  - Tournée générale ;
  - Alee ;
  - The Wayfarers ;
  - Bob et Hercule  ;
  - B-Roy et sa bande ;
  - Duo Flash (avec Johann de Beltuner) ;
  - Jean Dubois ;
  - Achille et ses Rutz Buben ;
  - Jack Simard.

- Programmation 2012 (8e édition - 12 mai 2012) :
  - Aalma Dili ;
  - Marco ;
  - Johnny Montreuil ;
  - Major Cooper ;
  - Konee 7 ;
  - Fredo solo ;
  - Tournée générale ;
  - Kehot'ribotte.

Programmation 2013 (9e édition - 25 mai 2013)
- - Rouge-Gorge ;
  - Christian Paccoud ;
  - Pierre Mussi ;
  - Général Bizarre ;
  - Armelle Dumoulin ;
  - Snail Show ;
  - Noktambules ;
  - Tournée générale.

- Programmation 2014 (10e édition - 25 et 26 avril 2014)

- Programmation 2015 (11e édition - 1 et 2 mai 2015) :
  - Rouge-Gorge ;
  - Dr T-Bone ;
  - Frédéric Bobin ;
  - Jean-Marc Le Bihan ;
  - Karen & Gil ;
  - Philippe Roussel ;
  - JeHaN ;
  - Louis Ling & The Bombs ;
  - Bot Bot ;
  - Tournée générale.

- Programmation 2016 (12e édition - 6 et 7 mai 2016) :
  - Eric Guilleton ;
  - L'Ame Fauve ;
  - Missonne ;
  - Rouge-Gorge ;
  - Balthaze ;
  - Les Frérots ;
  - Martial Robillard ;
  - Gauvain Sers ;
  - Gueules d'Aminche ;
  - Tournée générale ;
  - Yano Tët ;
  - Les Fils de Flûte.

## Sources
- Vosges Télévision, reportage Festival du Troquet, (4mm), 27 juin 2011 .
- Vosges Matin, 10 mai 2012, Festival du Troquet on passe la huitième.
- Vosges Matin, 18 mai 2012, Festival du Troquet, un truc de doux dingue.
- 100% Vosges, no 69, page 7, Concerts: 8e Festival du Troquet.